# Diéval
Diéval é uma comuna francesa na região administrativa de Altos da França, no departamento de Pas-de-Calais. Estende-se por uma área de 12 km². Em 2010 a comuna tinha 753 habitantes (densidade: 62,8 hab./km²).